# Альфред Абердам
Альфред Абердам  (фр. Alfred Aberdam; 14 травня 1894, Кристинопіль, нині Шептицький — 3 грудня 1963, Париж) — галицький художник єврейського походження, представник Паризької школи.

## Біографія
Народився 14 травня 1894 року в м. Кристинополі в коронному краї Королівство Галичини і Володимирії, Австро-Угорщини (нині Шептицький Львівської області) у багатій єврейський родині Мойсея Абердама і Файґи Розентрайх. 1905 року родина перебралась до Львова. 1913 року Абердам переїздить до Мюнхена, де планує вивчати живопис в місцевій Академії мистецтв. Його навчання, проте, перериває Перша світова війна. Мобілізований до австрійської армії, Абердам скерований на східний фронт, де, поранений, він потрапляє до російського полону. Інтернований в Іркутську, у 1917 році Альфред Аберден потрапляє до Москви, де знайомиться з російськими футуристами, зокрема Давидом Бурлюком, Володимиром Маяковським, а також з поетом Сергієм Єсеніним. У Москві майбутній художник вивчає зібрання французького мистецтва колекціонера Сергія Щукіна. Пізніше Аберден перебрався до Ленінграда, звідти йому вдалося втекти до Відня, зрештою, художник знову опиняється у Львові. 1922—1923 він навчається в Краківській академії мистецтв.

## Життя в Парижі
Абердам багато мандрує Європою, зупиняється на певний час у Берліні навчатися у художній школі  відомого українського скульптора та художника О. Архипенка, а після перебування в Берліні, 1924 р., зупиняється в Парижі, де, разом з співвітчизниками-галичанами Зигмунтом Менкесом, якому колись порадив займатись реставрацією греко-католицьких церков Галичини, Йоахімом Вайнгартом та Леоном Вайсберґом створює «Групу чотирьох».
Помер 1963 р.

## Персональні виставки
- Lviv (1931, 1932);
- Katia Granoff gal. (1929, 1952);
- Wildenstein gal. (1949);
- the Art Museum, Tel Aviv, Haifa (1949);
- Lara Vinci gal. (1955);
- Molton gal. (1961);
- the Art Museum, Tel Aviv (1963), etc.